# Лом (община)
Лом (болг. Община Лом) — община в Болгарии. Входит в состав Монтанской области.
Площадь территории общины — 323,894 км², что составляет 8,9 % от территории Монтанской области.
Население общины — 32 652 человека (на 16 июня 2008 года). Административный центр — город Лом.
Кмет общины — Пенка Неделкова Пенкова.

## Состав общины
В состав общины входят следующие населённые пункты:
1. Добри-Дол
2. Долно-Линево
3. Замфир
4. Ковачица
5. Лом
6. Орсоя
7. Сливата
8. Сталийска-Махала
9. Станево
10. Трайково

## Религия
Основное вероисповедание — христианство. Преобладает православие (около 89 %). Вторая по величине группа верующих протестанты (около 10 %,— адвентисты, баптисты и пятидесятники). Около 1…2 % населения исповедуют ислам.